# Schwarzkopf-Fabrik

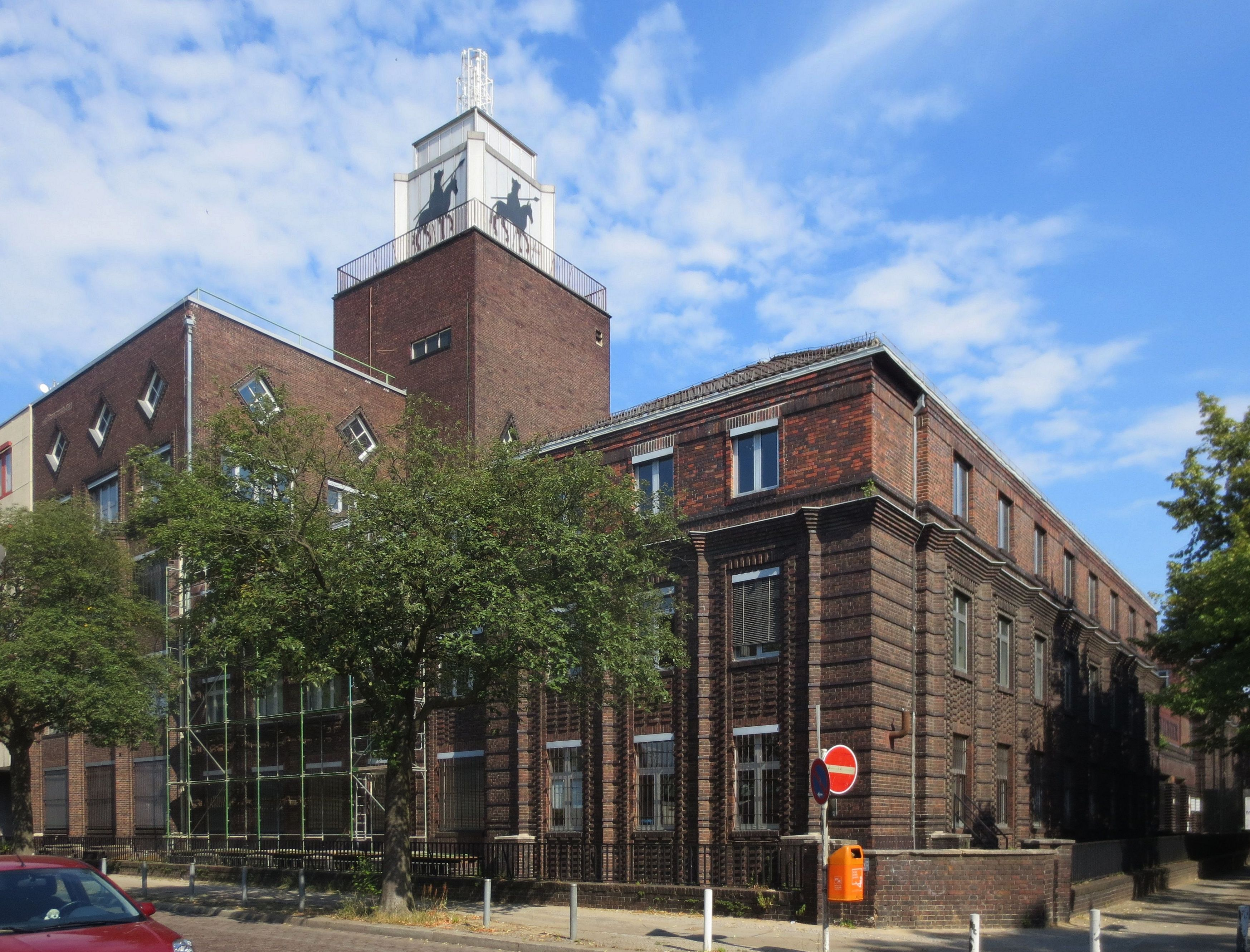
Eckansicht des Gebäudes

Die Schwarzkopf-Fabrik oder Parfümeriefabrik Schwarzkopf, heute Alboin Kontor, ist eine ehemalige Fabrikanlage an der Alboinstraße im südlichen Berlin-Schöneberg. Das unter Denkmalschutz stehende Gebäude war das erste Fabrikgebäude des Unternehmens Schwarzkopf und wurde von diesem bis 1994 genutzt. Das Gebäude wurde 1928 und 1929 vom Berliner Architekten Carl Mackensen errichtet. Der Stahlskelettbau mit Klinkerfassade ist stilistisch dem Backsteinexpressionismus zuzuordnen.

## Bau- und Nutzungsgeschichte

Historische Werbetafel für Schwarzkopf-Produkte

Das Unternehmen Schwarzkopf ließ die Fabrik errichten, nachdem die ursprünglichen Räumlichkeiten in Charlottenburg zu klein geworden waren. Es hatte zu Beginn des 20. Jahrhunderts als erstes deutsches Unternehmen Pulvershampoo hergestellt und 1927 Flüssigshampoo entwickelt. Die Nachfrage nach dem damals Schaumpon genannten Produkt ermöglichte Schwarzkopf den Bau der eigenen, größeren Fabrikanlage südlich des S-Bahn-Rings.

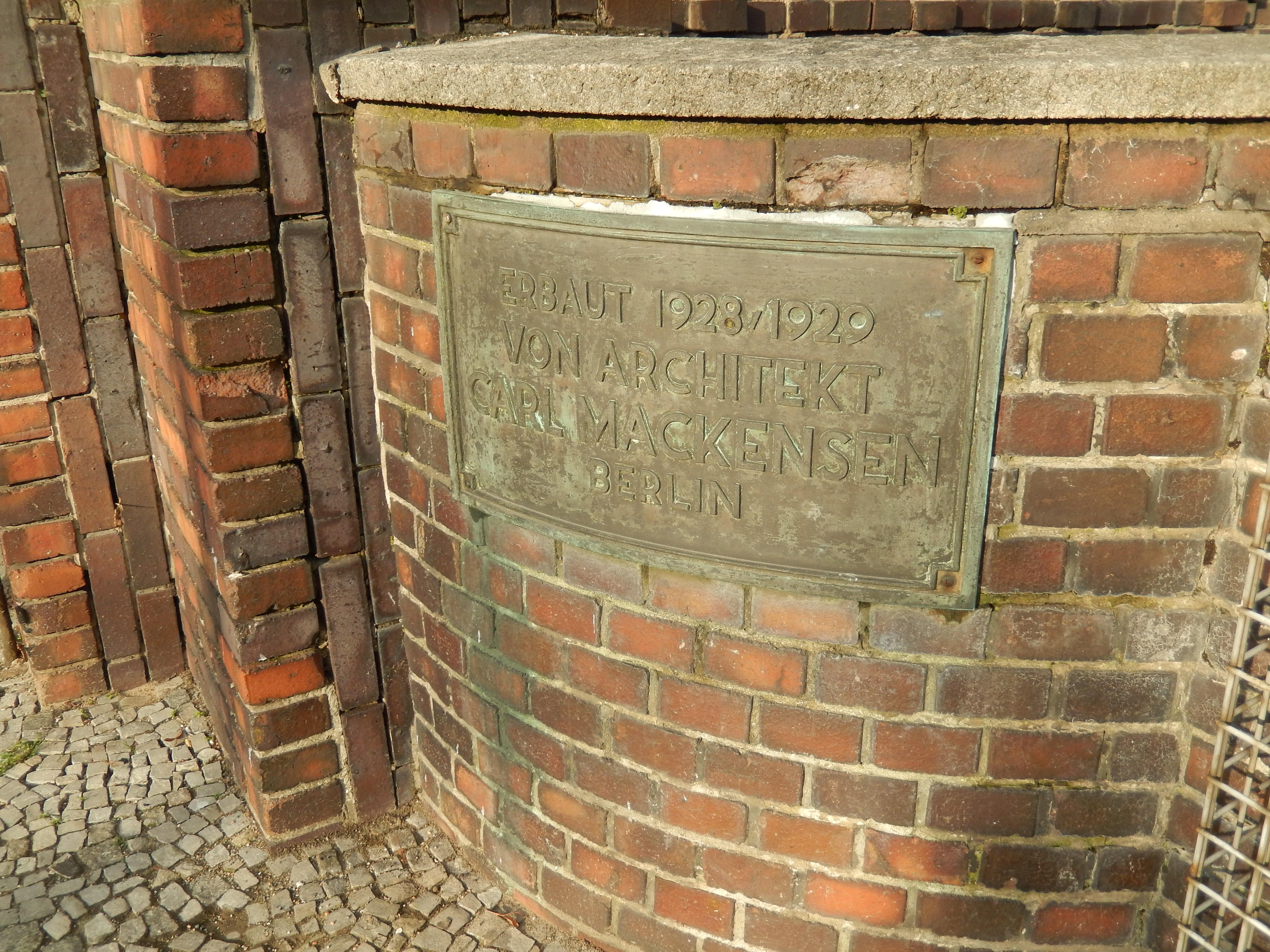
Inschrifttafel mit Angabe von Bauzeit und Architekt

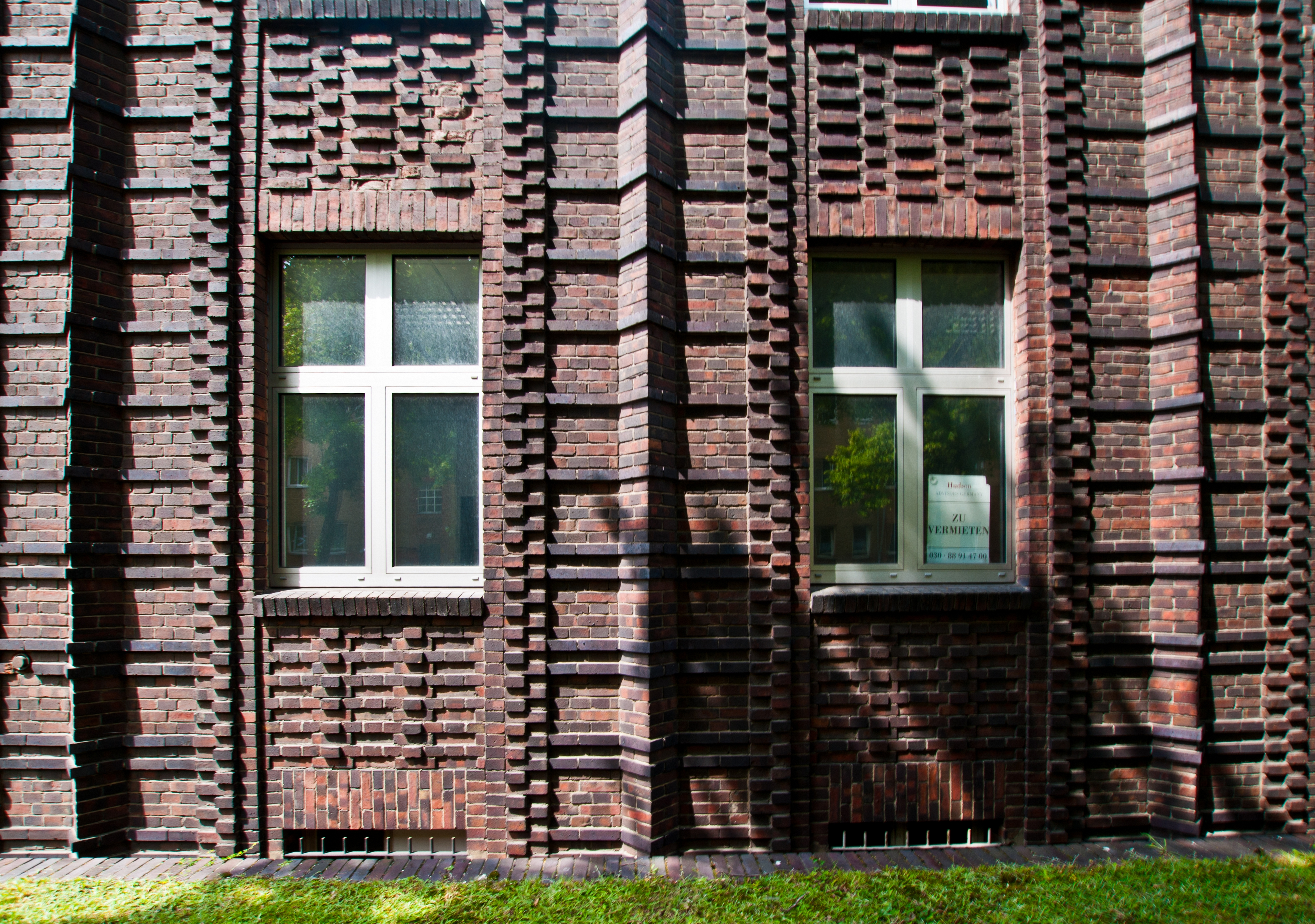
Fassadendetail (Backsteinexpressionismus)

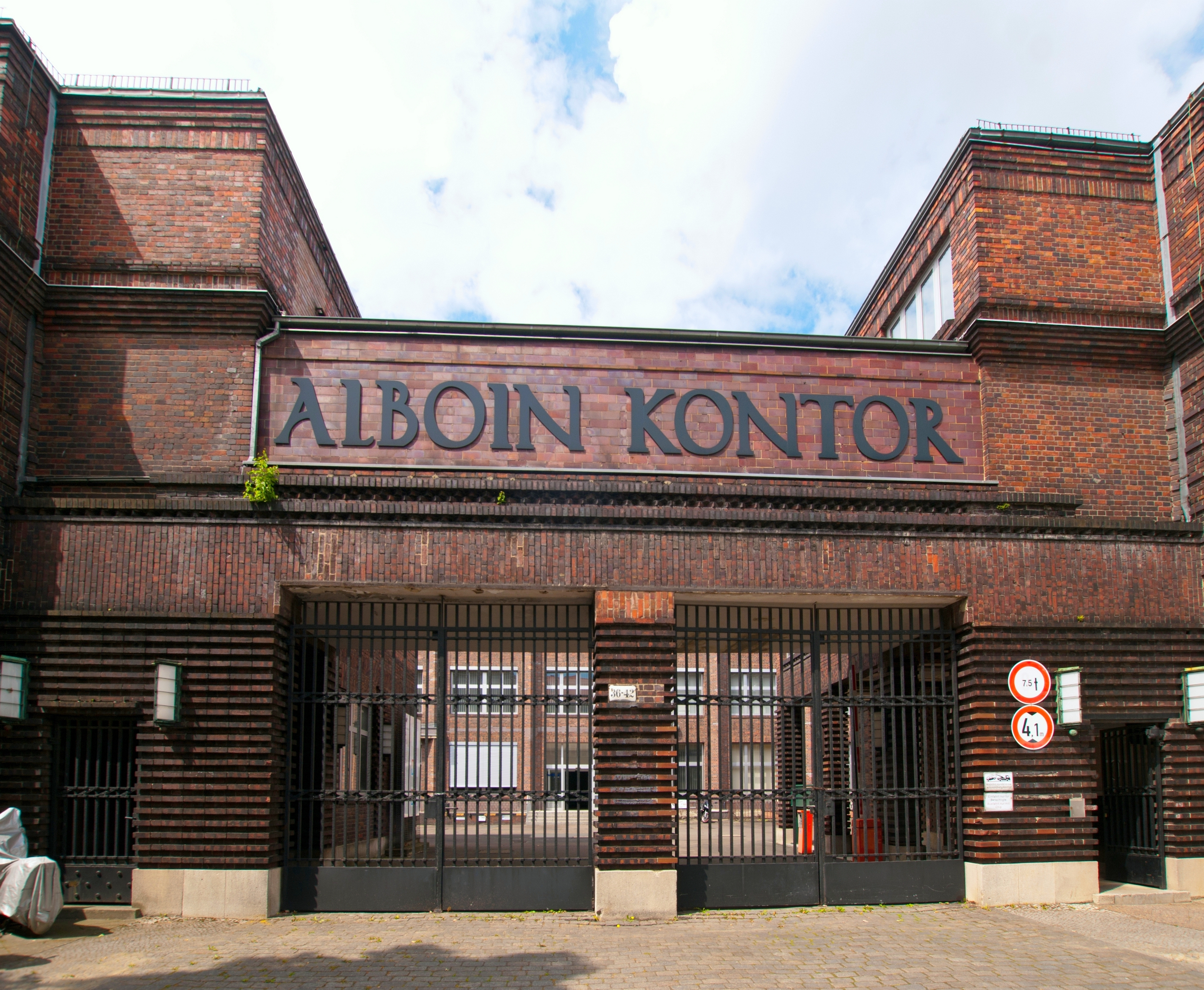
Einfahrt (2012)

Der Bau wurde um einen Innenhof herum errichtet. Seinen hinteren Teil im Westen bildet der fünfgeschossige Fabriktrakt. Zwei zweigeschossige L-förmige Verwaltungsgebäude umschließen Nord- und Südseite. Auf der Ostseite, zur Straße hin, wurden die beiden Verwaltungstrakte durch eine repräsentative Einfahrt verbunden. Über dieser befand sich ursprünglich der Schriftzug Schwarzkopf aus freistehenden Buchstaben. Auf dem zurückgestaffelten Turmaufbau war an allen vier Seiten weithin das Markenzeichen zu sehen, die schwarze Silhouette eines weiblichen Kopfes (als wörtliche Umsetzung der Firma Schwarzkopf) auf hellem Grund. Der Bau war in den 1930er Jahren auf dem aktuellen Stand der Technik und verfügte unter anderem über eine Telefonanlage, Fließbänder und moderne Entlüftungsanlagen. Im Werk wurden verschiedene Trocken- und Flüssigshampoos sowie Haarpflegemittel hergestellt. Außerdem beherbergte es das weltweit erste industrielle Trainingszentrum für Friseure. Dort wurde auch die Kaltwelle entwickelt. Im Jahre 1936 wurden die Verwaltungsflügel um ein Geschoss aufgestockt und mit einem Walmdach versehen.
Im Zweiten Weltkrieg befand sich in der Fabrikanlage ein Zwangsarbeiter-Lager. Im Krieg selbst wurde die Anlage stark beschädigt und nach 1945 wiederaufgebaut. Nach der Wiedervereinigung und dem Wegfall der Berlin-Förderung schloss das Werk 1994.
Im Zuge der anschließenden Umnutzung des Gebäudes wurde über der Einfahrt die neue Bezeichnung Alboin Kontor angebracht und das vierfache Schwarzkopf-Markenzeichen am Turm – das noch heute für Schwarzkopf-Produkte verwendet wird und entsprechend geschützt ist – durch eine Silhouette des Königs Alboin ersetzt, nach dem Straße und Gebäude benannt sind. Heute wird das Gebäude von verschiedenen Gewerbe-Mietern vor allem als Büro- und Lagerfläche genutzt. Eigentümer ist die Aroundtown Property Holdings.